# Изложба „Разстава друштва ликовних уметников Србије” (1965)
Изложба „Разстава друштва ликовних уметников Србије” се одржала у периоду од 22. јануара до 10. фебруара 1965. године у Модерној галерији у Љубљани.

## Уметнички савет
Уметнички савет су чинили:
- Сликарска секција: 
  - Алекса Ћелебоновић
  - Милун Митровић
  - Зоран Петровић
  - Бранислав Протић
  - Бранко Станковић
  - Лазар Вујаклија

- Кипарска секција: 
  - Олга Јеврић
  - Милан Верговић
  - Матија Вуковић

## Излагачи
1. Анте Абрамовић
2. Градимир Алексић
3. Борис Анастасијевић
4. Даница Антић
5. Никола Антов
6. Милош Бајић
7. Маринко Бензон
8. Михаил Беренђија
9. Милан Бесарабић
10. Никола Бешевић
11. Ана Бешлић
12. Коста Богдановић
13. Олга Богдановић
14. Славољуб Богојевић
15. Ђорђе Бошан
16. Вера Поповић Божичковић
17. Војтех Братуша
18. Драгутин Цигарчић
19. Глигор Чемерски
20. Стојан Челић
21. Милорад Ћирић
22. Милорад Дамјановић
23. Милица Динић
24. Зуко Џумхур
25. Заре Ђорђевић
26. Душан Гаковић
27. Нандор Глид
28. Милија Глишић
29. Љубинка Граси
30. Анте Гржетић
31. Милош Гвозденовић
32. Јосиф Хрдличка
33. Оља Ивањицки
34. Богољуб Ивковић
35. Олга Јанчић
36. Љубодраг Јанковић
37. Олга Јеврић
38. Вида Јоцић
39. Богомил Карлаварис
40. Десанка Керечки
41. Даница Кокановић
42. Илија Коларовић
43. Антон Краљић
44. Петар Лубарда
45. Александар Луковић
46. Зоран Мандић
47. Мирјана Мареш
48. Мома Марковић
49. Живорад Милошевић
50. Душан Миловановић
51. Мило Милуновић
52. Раденко Мишевић
53. Небојша Митрић
54. Милун Митровић
55. Јефто Перић
56. Владета Петрић
57. Градимир Петровић
58. Зоран Петровић
59. Мирко Почуча
60. Божидар Продановић
61. Бранислав Протић
62. Мирослав Протић
63. Мира Сандић
64. Сава Сандић
65. Марјан Савиншек
66. Слободан Сотиров
67. Младен Србиновић
68. Бранко Станковић
69. Славољуб Станковић
70. Живојин Стефановић
71. Боривоје Стевановић
72. Војин Стојић
73. Радивој Суботички
74. Кемал Ширбеговић
75. Јелисавета Поповић Шобер
76. Иван Табаковић
77. Љубица Тапавички
78. Тања Тарновска
79. Војислав Тодорић
80. Стојан Трумић
81. Душко Вијатов
82. Миодраг Вујачић
83. Војислав Вујисић
84. Бета Вукановић
85. Матија Вуковић